# 拉格-3战斗机
拉沃契金拉格-3（-3）战斗机是苏联在二战中生产和使用的一种单座单发活塞战斗机。拉格-3和雅克福列夫设计局的Yak-1以及米高扬设计局的米格-3（MiG-3）战斗机一起在战争爆发后逐步取代老式的伊-15和伊-16成為苏联红军空军战斗机部队的主要作战机型。

## 开发经过
按照苏联军方的要求，拉沃契金三人顺利地完成了拉格-1戰鬥機的设计工作。不过，到了原型机试飞的时候，空军忽然将对航程的要求从800公里提高到1000公里。为此，拉沃契金不得不修改了原先的设计，改进后的原型机也就成了拉格-3。拉格-3主要的问题是相对于笨重的木质机身来说发动机的功率明显不足，但苏联一时间又拿不出比克里莫夫M-105功率更大的液冷引擎。为此，设计人员在拉格-3的生产过程中不断试图减轻飞机的重量来改善性能，包括减少飞机上的武装。此外，在后期生产的机型上还安装了前缘襟翼以提高飞机的机动性能。
但对于拉格-3主要的对手，Me 109F来说，这些改进仍然不足以改变拉格-3在空战中所处的劣势地位。飞行员普遍对拉格-3的操纵性能抱持敌意，甚至将LaGG曲解为“百分百的油漆棺材（лакированный гарантированный гроб）”。由于生产上的粗制滥造，送到前线的飞机性能比原型机要差得多。在最大平飞速度这一项上，有些飞机的速度竟然比技术手册上低了足足40公里/小时（25英里/小时）。和其他的苏联战斗机比较，拉格-3的主要优点在于机体结构坚固，早期型号的火力也较强。当被炮弹击中时，拉格-3并不像雅克式（采用钢管蒙布结构）那样容易起火，但木质结构在遭受损伤时更容易碎裂解体。
苏联飞机设计师在拉格-3的整个生产过程中一直对其进行改良，因此各个生产序列的飞机在细节上会有小小的不同。拉格-3的总产量为6258架，共分为66个生产批次。后期型号的操纵性能有了很大的改善，其中的第66系列一直使用到1945年。为了彻底解决马力不足的问题，拉沃契金等人实验性的为拉格-3装上了1820匹马力的M-82星型气冷引擎，而这一改型最终演化成了成功得多的拉-5战斗机。

## 主要使用国家和部队
- 苏联

苏联空军
- 芬兰

芬兰空军（使用从战场上缴获的三架拉格-3）
- 日本

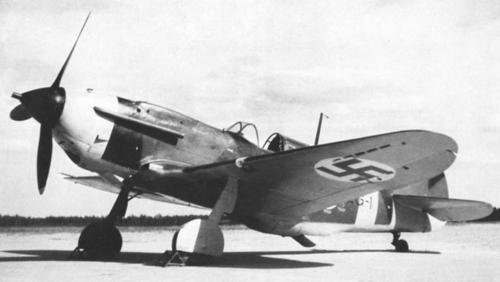
芬兰空军缴获的拉格-3

1942年，一名出身自沙俄貴族的蘇聯飛行員駕駛一架LaGG-3戰鬥機和其飛行手冊，以及帶著航空地圖和一些機密文件，飛越蘇聯和滿州國邊界，來到佳木斯一個日本關東軍機場，由於此機場的日本防空兵以為是蘇聯派戰鬥機來空襲,故向此機開火，此架LaGG-3戰鬥機最後迫降在田裡，發動機和冷卻器等機身下方部份受損，螺旋槳彎曲。
日本人之後派出技術人員來修理這架LaGG-3戰鬥機並在此機上畫上日之丸標記，之後又派來了陸軍第85飛行戰隊的山本五郎少佐和飛行實驗部的吉田十二雄士官長來測試這架飛機，飛行測試包括空中操作、速度、燃料消耗、射擊、無線電通訊等，再之後又與一式戰隼和二式戰鍾馗等日本陸軍戰鬥機比試，結論是LaGG-3戰鬥機在速度、操縱、運動性等都比較優秀，尤其是搞技術的吉田十二雄認為雖然LaGG-3戰鬥機是木製結構，但它並不落伍，相反其氣動設計和當時日本新銳的三式戰飛燕很相似。
原本這架LaGG-3戰鬥機要駕駛它回日本，但在中途在雁之巢機場降落時不幸墜毀，日本人從這架飛機身上學到優秀的木製構造、接著劑、同軸機砲、噴射汽化器等。

## 主要技术数据（拉格-3第66生产序列）
参考资料：Jane’s Fighting Aircraft of World War II
基本信息
- 机组：一人

性能
武器

- 2× 12.7毫米（0.50英寸）别列津BS机枪
- 1× 20毫米ShVAK机炮
- 6× RS-82或RS-132无制导火箭弹

## 相关内容
相关开发
- 拉格-1戰鬥機
- 拉-5戰鬥機
- 拉-7戰鬥機
- 雅克-9戰鬥機

类似型号
- P-40戰鷹戰鬥機
- 三式戰飛燕
- Bf 109
- 噴火